# Creu des Blanquer
La Creu des Blanquer és una creu de terme situada a Llucmajor, Mallorca, al camí de Llucmajor al Santuari de Nostra Senyora de Gràcia.
Possiblement fou bastida a finals del segle xv. L'alçada total és de 3,43 m i està composta per una graonada circular de quatre graons, un fust, un capitell de secció octogonal i una creu grega, de braços rectes amb terminacions en punta.

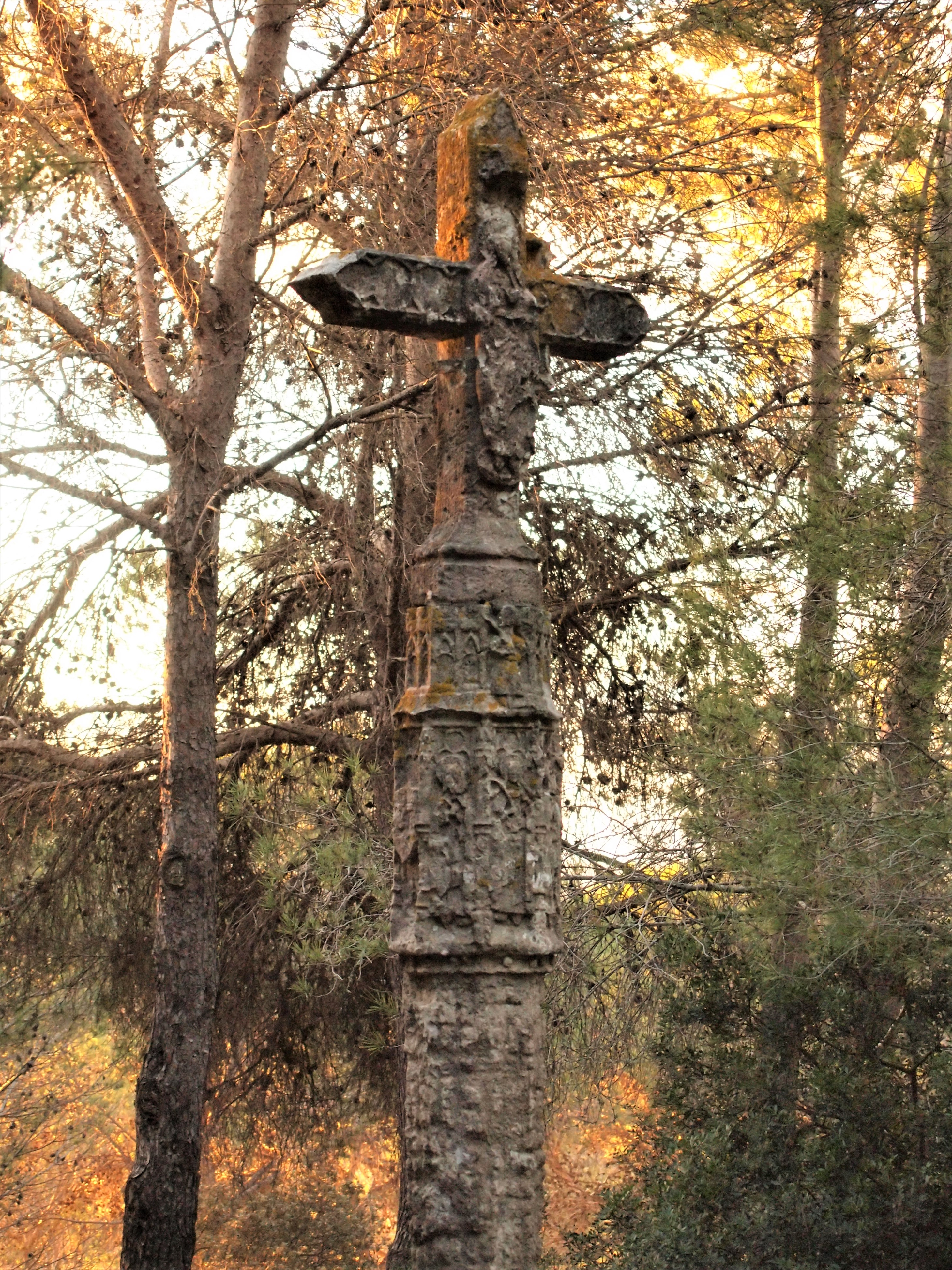
Capitell, revers

El capitell està dividit en dos cossos:
- Cos inferior: Al cos inferior hom hi pot veure sis figures i dos escuts, tots ells emmarcats cada un per un arc trilobulat i separats per petits pinacles. El deteriorament de la pedra fa que no es puguin reconèixer totes les figures; així i tot semblen les imatges de Sant Jordi (protector contra la pesta, lepra o sífilis), Santa Llúcia (patrona dels cecs i els mals de la vista) i quatre sants que no es poden identificar; aquestes quatre darreres figures presenten una característica comuna: el palmó a la mà, símbol del màrtir, victoriós damunt les potestats infernals.

- Cos superior: Al cos superior hom localitza una arqueria gòtica formada per arcs ogivals i decoració geomètrica, tot coronat per merlets. L'arqueria s'organitza rítmicament repetint el motiu de tres arcs apuntats, albergat per un altre arc de mida més gran. Hi ha la imatge d'un personatge amb una espasa o palma amb casc o capell, no identificable. També hom hi veu dos escuts, un d'ells porta esculpit una creu mentre que l'altre suposadament intenta representar l'escut de la família que costejà la construcció d'aquest monument.

La creu grega, decorada amb motius circulars i traçaria entre els braços, presenta a l'anvers a Crist crucificat, mentre que al revers a la Mare de Déu amb el nin baix un dosser i sobre una mitja lluna.